# Nomadi. Il sogno di due sedicenni è diventato realtà
Nomadi. Il sogno di due sedicenni è diventato realtà è il trentaduesimo album in studio del gruppo musicale italiano dei Nomadi, pubblicato nel 2015.

## Descrizione
Beppe Carletti annuncia l'uscita del nuovo lavoro in studio di 12 brani rivisitati mantenendo la voce del cantante Augusto Daolio. Progetto voluto dal cofondatore della band sia per ricordare e non far dimenticare l'amico cantante e anche una dedica a tutti i loro fan (più di 100 fans club) che li hanno seguiti nei precedenti 52 anni.
La maggior parte dei brani sono tratti dagli album Ci penserà poi il computer (1985) e Quando viene sera (1986), pubblicati negli anni in cui la band non era sotto contratto con nessuna casa discografica. Questo significa che i master originali dei due dischi sono in possesso dello stesso Carletti, e questo ha facilitato la lavorazione delle nuove tracce, che sono state realizzate isolando la voce di Augusto e inserita sulle nuove basi realizzate dalla band attuale.

## Tracce
1. Aiutala – 2:50 (Carletti, Dennis, Rossi)
2. La bomba – 4:34 (Carletti, Rossi)
3. Il falò – 4:40 (Carletti, Dennis, Rossi)
4. Nuvole basse – 3:10 (Franco Ceccarelli, Dallari)
5. La deriva – 6:20 (Urzino, Carletti)
6. Edith – 3:34 (Fumai, Cornella)
7. Tra loro – 5:23 (Fumai)
8. Rotolando va – 3:29 (Carletti, Dennis, Rossi)
9. Suoni  – 3:31 (Carlo Alberto Contini, Carletti)
10. Auschwitz – 5:43 (Francesco Guccini)
11. Asia  – 6:43 (Francesco Guccini)
12. Io vagabondo – 6:07 (Alberto Salerno, Damiano Dattoli)

Durata totale: 56:04

## Classifiche
| Classifica | Posizione |
| ---------- | --------- |
| Italia     | 12        |